# Kruk (film 1963)
Kruk (tytuł oryg. The Raven) – klasyczny amerykański film fabularny z 1963 roku, wyprodukowany i wyreżyserowany przez Rogera Cormana. Swobodna adaptacja wiersza Edgara Allana Poego Kruk, bardziej niż nominalny film grozy jawiąca się jako komediowy horror klasy „B”.
Vincent Price, Peter Lorre i Boris Karloff wcielają się w postacie trojga rywalizujących ze sobą czarnoksiężników.

## Obsada
- Vincent Price – dr. Esramus Craven
- Peter Lorre – dr. Adolphus Bedlo
- Boris Karloff – dr. Scarabus
- Jack Nicholson – Rexford Bedlo
- Hazel Court – Lenore Craven
- Olive Sturgess – Estelle Craven